# Музикално образование
Музикалното образование е научно поле, което се занимава с преподаването и изучаването и усвояването на музиката като изкуство и наука.
Областта изследва всички полета свързани с постигането на музикални умения – от развиването на моторни навици, психомоторни аспекти на изпълнението, когнитивни теми и въпроси (придобиване на знание в областта), както и афективни аспекти като музикално възприятие и чувствителност. Музикалното обучение стартира с предучилищната подготовка и достига до висшето образование (за професионалните музиканти), като причината за включването му в основните и задължителни училищни и предучилищни курсове е, че музиката се приема за фундаментален компонент на човешката култура и поведение. Музиката, както и езика, е достижение, което е отличително за хората .

## България
Професионалното музикалното образование в България започва своето развитие в началото на ХХ в. със създаването на първото музикално училище в София.
Създаването на първото музикално училище в България се свързва с името на Иван Шишманов, министър на просветата от 1903 до 1907, който прави твърде много за развитието на образователното дело в България. На 16 марта 1904 г. малка група хора, които ще останат в историята като основатели на първото българско музикално училище, одобряват правилника на новото училище.
Решено е, че то ще бъде частно, но субсидирано от държавата и ще работи под прекия контрол на Министерството на просвещението. Уточнява се и преподавателският състав: Катя Стоянова, Мара Черен, Николай Николаев, Карел Йермарж, Петко Наумов, Хенри Визнер, Алоис Мацак, Карл Кауцки и Димитър Хаджигеоргиев. Официалното тържествено откриване е на 16 януари 1905 г.
През следващите години броят на записалите се ученици бързо нараства. Полага се основата на ученически хор и оркестър. От 1906 г. към преподавателския състав на училището се включва и Добри Христов. През есента на 1907 е решено да се учреди граждански хор към музикалното училище под негово ръководство. През 1909 г. преподавателят по цигулка Петко Наумов образува квартет, с който всеки неделен ден дава концерти. Музикалното училище постепенно се превръща в един от центровете на музикална култура в България.
На 12.03.1912 г. с решение на Народното събрание училището е преобразувано в държавно. През 1921 г. музикалното училище става среден отдел на новооткритата Музикална академия. Най-изтъкнатите преподаватели от училището – Добри Христов, Петко Наумов, Ханс Кох, Хенри Визнер, Иван Цибулка, Димитър Хаджигеоргиев, Андрей Стоянов, Тодор Торчанов, Димитър Радев и други, са удостоени с професорски звания. След 1974 г. Софийското училище приема името на големия български композитор Любомир Пипков. От 1997 г. като резултат от многогодишните му високи постижения то е преобразувано в Национално музикално училище „Любомир Пипков“.
В края на 1944 г. в Пловдив е сформиран Комитет за културно издигане на града, сред целите на който е откриване на нови учебни училища и създаване на симфоничен оркестър. От пловдивските музиканти в Комитета членуват Ангел Букорещлиев, Аврам Литман, Трендафил Миланов, Анастас Маринкев, Марко Мешулам и други. Чрез стабилна обществена и политическа подкрепа от страна на градската управа в лицето на видния пловдивски адвокат и общественик Никола Янев и тогавашния Областен управител Йордан Божилов осигуряването на средствата за осъществяването на поставените задачи се извършва на местно ниво, без да се разчита на субсидии от страна на държавата. Тогавашният Министър на народната просвета признава необходимостта в Пловдив да бъде открито музикално училище. Той обаче отказва да задоволи тази нужда, защото в бюджета на държавата нямало предвидени кредити за откриване на ново музикално училище. Тогава културният комитет заява, че е готов и съгласен да поеме изцяло издръжката на училището, докато се предвидят необходимите средства в бюджета на държавата. Пловдивските граждани са искали училището да се открие още тогава, за да не се забавя повече културното и музикалното развитие на града. При това положение министърът капитулира. На 27 март 1945 г. министърът издава заповед, с която разрешава на културния комитет да открие в Пловдив частно средно музикално училище.
Първата учебна година на музикалното училище тържествено е открита на 24 септември 1945 г. в сградата на ул. „Цар Асен“ № 10. През следващата 1946 г. държавата изцяло поема издръжката на училището и тогава то стана държавно.
Едни от първите преподаватели в училището стават видните пловдивски музиканти: Ангел Букорещлиев, Флоренция Русчева и Зорка Сайян – пиано; Трендафил Миланов и Аврам Литман – цигулка; Марко Мешулам – виола; Милчо Петров – виолончело; Анастас Маринкев – контрабас; Борислав Благоев – флейта; Чудомир Делчев – флейта; Селма Куруян – класическо пеене; проф. Иван Пеев и проф. Асен Диамандиев – музикално-теоретични дисциплини; Нена Михлюзова – история на музиката. Все личности, които с ентусиазъм, вяра и себеотдаване полагат основата на бъдещето и на творческия живот на една от емблематичните за града музикални институции.
След 9 септември 1944 г. в България са създадени 6 средни музикални училища с общ музикален обхват: във Варна, Русе, Плевен, Стара Загора и Бургас, както и 2 училища по българска народна музика в Котел и Широка лъка.
Първто висше училище за музика в България е създадено през 1924 г. в София, днес Националната музикална академия „Панчо Владигеров“, съкратено НМА.
Националната музикална академия „Панчо Владигеров“ е висше училище, подготвящо професионални музиканти, което включва пълния спектър на музикално-теоретичните и изпълнителски специалности. Държавната музикална академия е основана през 1921 г. с Царски указ № 145 на Н.В. Цар Борис ІІІ, обнародван в Държавен вестник от 21.07.1921 г. Наименованието – Държавна музикална академия „Проф. Панчо Владигеров“ е узаконено с Постановление №52 на Министерския съвет на Република България от 2 март 1995 г. От май 2006 г. Академията е преименувана с решение на Народното събрание на Република България на Национална музикална академия „Проф. Панчо Владигеров“. Възпитаниците и преподавателите на Академията са в елита на световното музикантство. Днес в НМА „П.Владигеров“ се изучават 30 специалности, организирани в 3 факултета: Теоретико-композиторски и диригентски факултет, Инструментален факултет, Вокален факултет, към който са специалностите „Балетно изкуство“ и „Поп и джаз изкуство“.
В учебно-творческия процес участват като професори едни от най-ярките дарования на съвременната българска музикална школа, чието творчество е част от световните художествени достижения. Тяхното изкуство е атестат за високото ниво на българското музикално образование, едно съчетание между най-ярките образци на европейската и световната музикална култура и богатите български музикални традиции.
В творческата структура на НМА се включват още академичен симфоничен оркестър, академични студентски оркестри, академичен студентски хор, учебен оперен театър и оперна студия към Националната опера, библиотека с богат фонд и уникални музикални издания, фонотека.
Националната музикална академия „Панчо Владигеров“ има сключени договори за творческо и научно сътрудничество с много чуждестранни висши училища по изкуствата. Нейният принос за развитието на националната култура и международния престиж на музикалното ни изкуство е голям, доказан многократно с високата оценка и признание на успехите на българските музиканти.
През 1964 г. в Пловдив е създадено второто в страната висше училище за музика с днешно име Академия за музикално, танцово и изобразително изкуство в Пловдив, съкратено АМТИИ.
Академия за музикално, танцово и изобразително изкуство в Пловдив АМТИИ започва своето съществуване през 1964 година като Филиал на тогавашната Българска държавна консерватория в София. В основата на тази инициатива стои именитият български музикант и енергичен пловдивски културен деятел професор Асен Диамандиев. Сериозна заслуга за осъществяването на идеята имат и тогавашните ректори на Българската държавна консерватория, професор Владимир Аврамов и професор Александър Нейнски.
През 1972 година Филиалът се преобразува в самостоятелно висше училище за музика. По това време стартира и обучението по музикално-фолклорни специалности, с което мисията на новото висше училище придобива уникален характер. За негов първи ректор е избран професор Асен Диамандиев.
През 1975 година започва обучение и по хореографски специалности, което закономерно довежда през 1995 година до ново преименуване на висшето училище – този път в Академия за музикално и танцово изкуство. Скоро след това започва обучение и по специалности от областта на изобразителните изкуства. Това напълно естествено оформя сегашния облик на Академията като Академия по изкуствата.
АМТИИ е сред 4-те висши училища по изкуство в страната и единственото музикално извън столицата. Тя е сред първите висши училища в България, което получава (1998) редовна държавна институционална акредитация, както и акредитация на всички специалности, по които се провежда обучение.
В АМТИИ са се дипломирали хиляди студенти в широк кръг специалности както от пъстрата палитра на различните изкуства, така и от сферата на педагогиката на обучение по тях. Студентите се обучават от ярки личности, известни и утвърдени творци – музиканти и учени. Те са и най-верните съмишленици на младите таланти, които градят своето бъдеще тук.
През 2013 година АМТИИ получава поредната високо оценена 6-годишна институционална акредитация. Издаваните дипломи се признават навсякъде по света. Широкият спектър на сътрудничество с висши училища и авторитетни български и чуждестранни институции по изкуствата дава много възможности за всестранниизяви и успешна професионална реализация и кариерно развитие.